# HypoVereinsbank

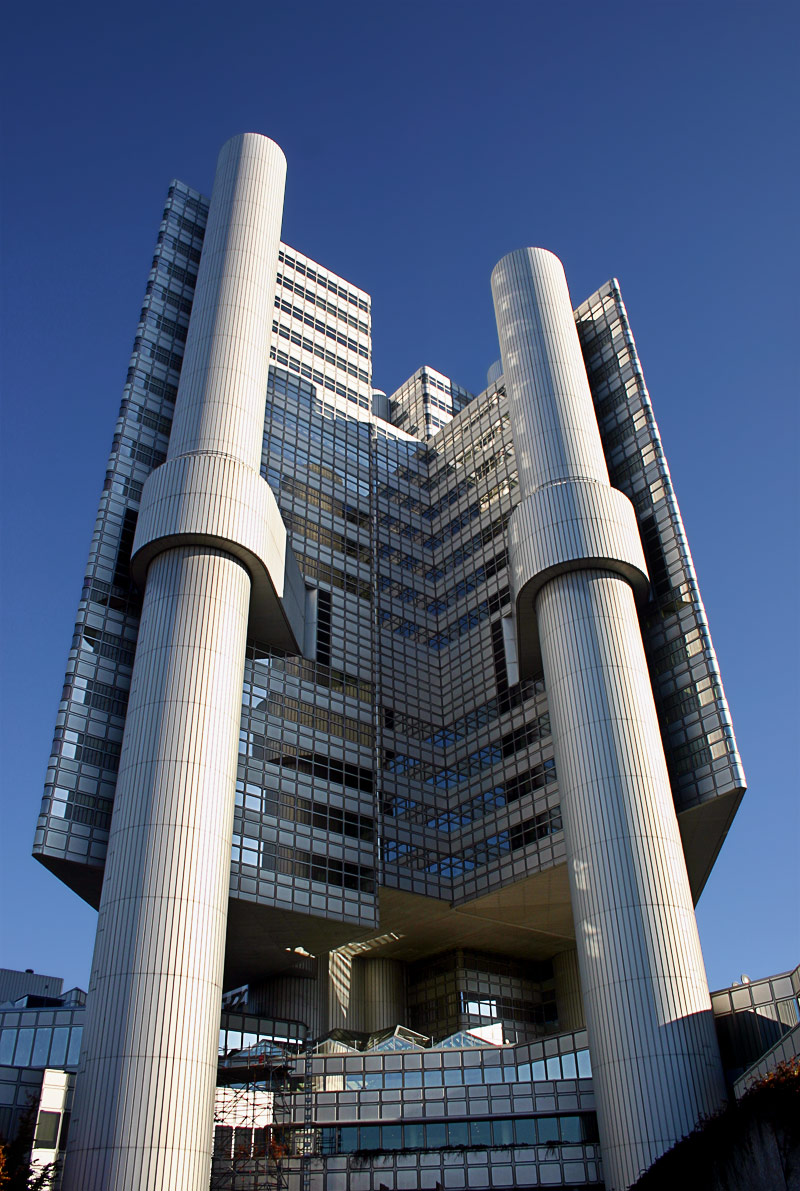
Sede do banco, em Munique.

Bayerische Hypo- und Vereinsbank GmbH (HypoVereinsbank ou HVB) é o segundo maior banco privado da Alemanha. Em 24 de novembro de 2005 foi comprado pelo UniCredito Italiano SpA was.